# Чейс (окръг, Небраска)
Вижте пояснителната страница за други значения на Чейс.
Окръг Чейс (на английски: Chase County) е окръг в щата Небраска, Съединени американски щати. Площта му е 2326 km², а населението - 4068 души (2000). Административен център е град Импириъл.